# Panorama Jerozolimska w Altötting

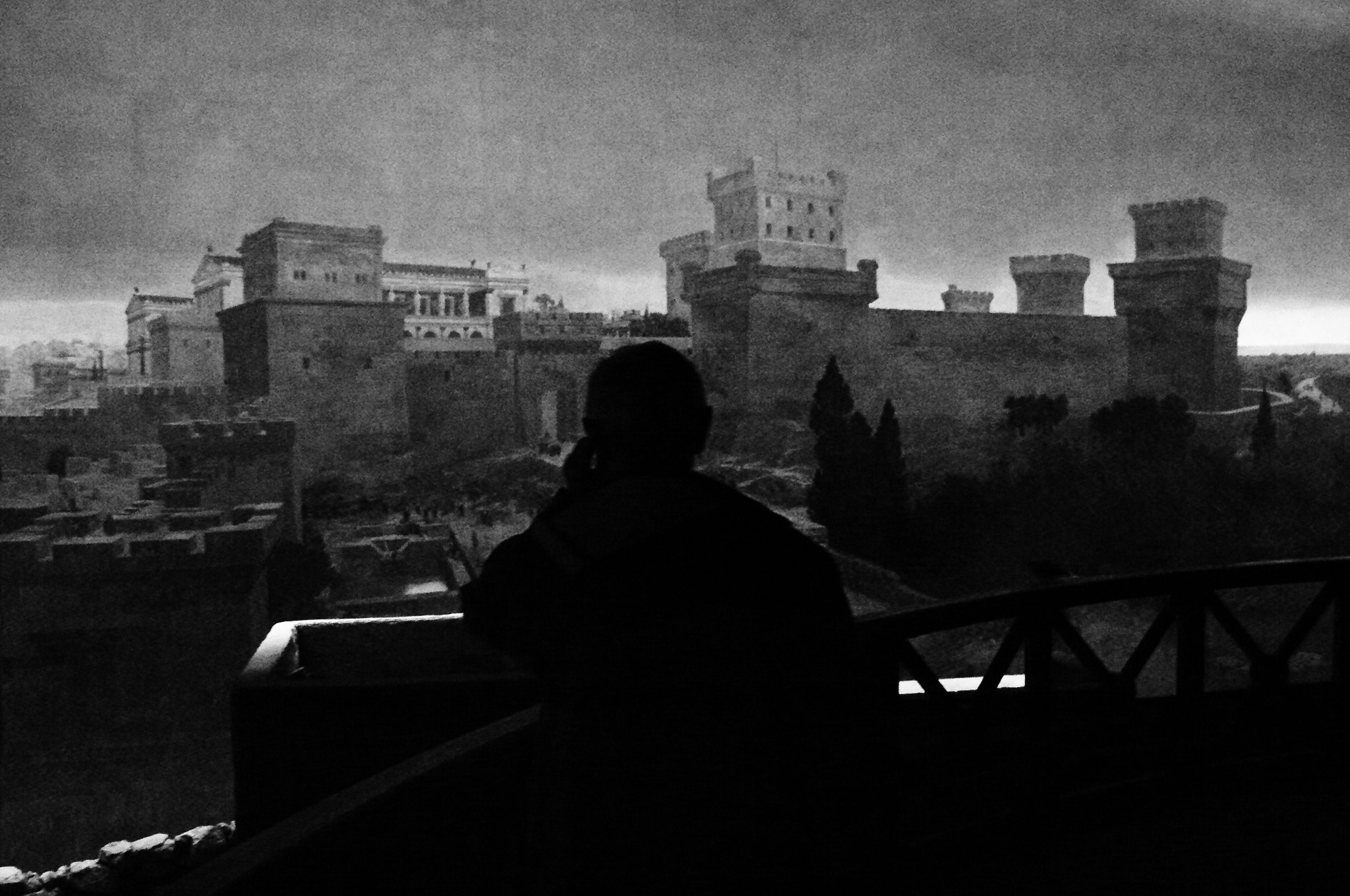
Fragment wnętrza

Panorama Jerozolimska (niem. Panorama Kreuzigung Christi, dokł. Panorama Ukrzyżowania Chrystusa) – budynek z panoramicznym (360°) obrazem namalowanym pod kierunkiem Gebharda Fugela, zlokalizowany przy Gebhard-Fugel-Weg 10 w Altötting na terenie Bawarii. Otwarty 18 lipca 1903.
W rotundzie umieszczone jest monumentalne dzieło, będące ostatnią wielką panoramą o charakterze religijnym namalowaną w Europie. Jest to jednocześnie jedyna pełnowymiarowa monumentalna panorama religijna, jaką można oglądać w Niemczech. Wysokość samego obrazu to 12 m, a długość – 95 m. Średnica wynosi 30 m. Składa się z 27 paneli. Łącznie ma powierzchnię 1200 m². Za drobiazgową, bardzo realistyczną rekonstrukcję Jerozolimy z czasów Chrystusa odpowiedzialny był austriacki malarz Josef Krieger (1848–1914), który z tego powodu specjalinie pojechał do Jerozolimy. Całość przedstawia z jednej strony metropolię żyjącą swoim rytmem, z drugiej scenę Ukrzyżowania, dziejącą się pośród miejskich, codziennych wydarzeń. Na przedpolu obrazu umieszczono imitację skał, domów i drobnych sprzętów. Z głośników odtwarzane są zjawiska atmosferyczne, a także opowieść o przedstawianych zdarzeniach. Zwiedzać można również podstawę budynku, z widocznymi technicznymi szczegółami imitacji przedpola.
Panorama jest jednym z elementów pielgrzymkowego kompleksu Altötting. W pobliżu znajduje się Mechanische Krippe, czyli szopka ruchoma.